# Arsenura armida
Arsenura armida (tên tiếng Anh: Giant Silk Moth) là một loài bướm đêm thuộc họ Saturniidae. Nó được tìm thấy ở México to Bolivia, Ecuador và tây nam Brasil.
Sải cánh dài 100–120 mm.
Ấu trùng ăn Guazuma ulmifolia, Rollinia membranacea và Bombacopsis quinatum.

## Hình ảnh

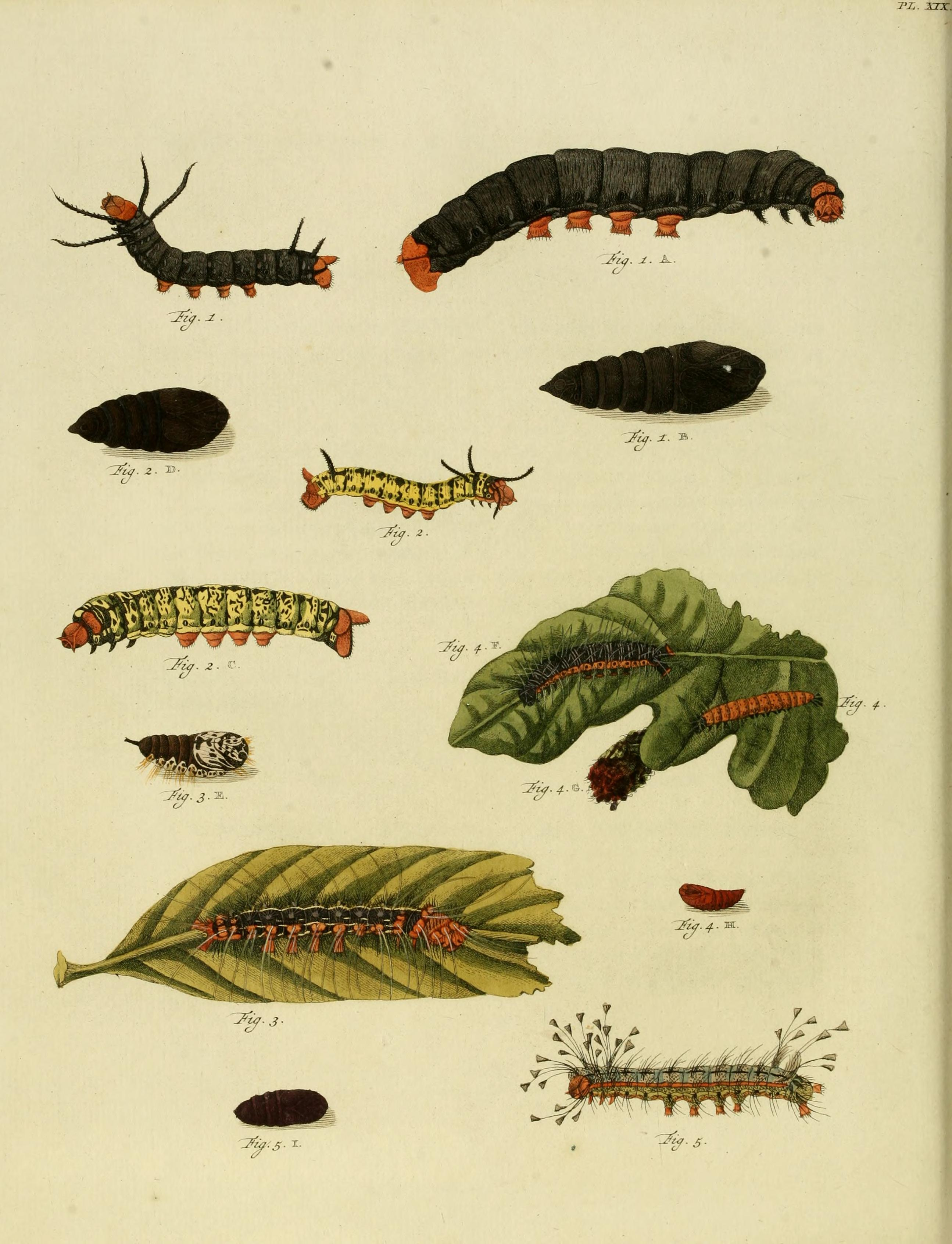
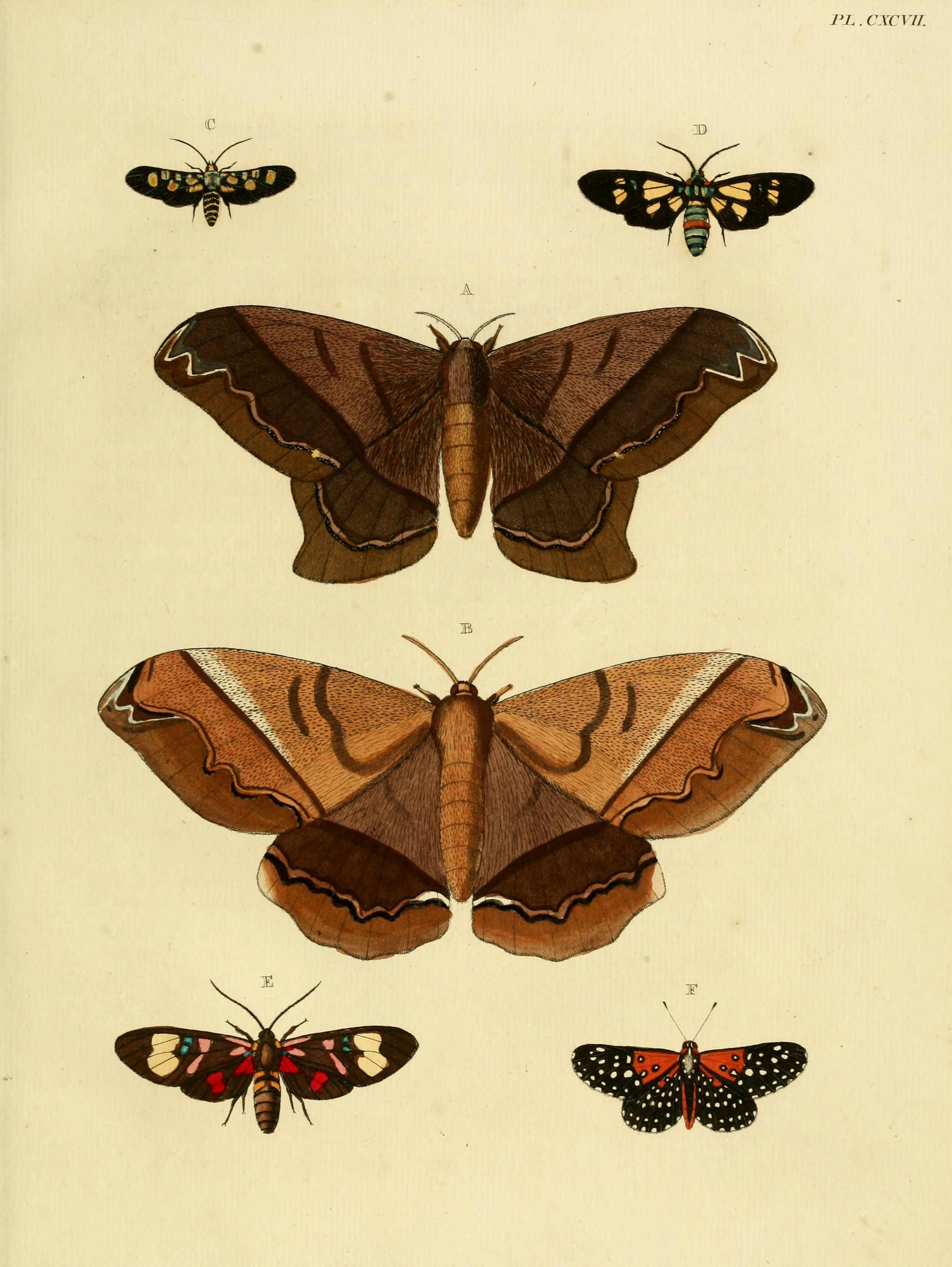